# 何璿
何璿（1517年—16世纪？），字德齊，號丰里，直隸揚州府泰興縣人，民籍，明朝官員。

## 生平
嘉靖二十二年（1543年）癸卯科應天府鄉試第九十五名。嘉靖二十六年（1547年），登丁未科會試第四十四名，三甲第一百六十一名進士。工部觀政，次年春，任浙江山陰縣知縣，政績卓著，將嘉靖《山陰縣誌》付梓。改長垣知縣，升兵部主事，未滿一年病卒。

## 家族
曾祖何顒；祖父何岱，兵馬司指揮；父何栗，監生。母儲氏。具慶下。弟珹、璀、珝、琯、珒。